# VIPAS39
VIPAS39 (англ. VPS33B interacting protein, apical-basolateral polarity regulator, spe-39 homolog) – білок, який кодується однойменним геном, розташованим у людей на короткому плечі 14-ї хромосоми. Довжина поліпептидного ланцюга білка становить 493 амінокислот, а молекулярна маса — 57 005.
| 10         |  | 20         |  | 30         |  | 40         |  | 50         |
| ---------- |  | ---------- |  | ---------- |  | ---------- |  | ---------- |
| MNRTKGDEEE |  | YWNSSKFKAF |  | TFDDEDDELS |  | QLKESKRAVN |  | SLRDFVDDDD |
| DDDLERVSWS |  | GEPVGSISWS |  | IRETAGNSGS |  | THEGREQLKS |  | RNSFSSYAQL |
| PKPTSTYSLS |  | SFFRGRTRPG |  | SFQSLSDALS |  | DTPAKSYAPE |  | LGRPKGEYRD |
| YSNDWSPSDT |  | VRRLRKGKVC |  | SLERFRSLQD |  | KLQLLEEAVS |  | MHDGNVITAV |
| LIFLKRTLSK |  | EILFRELEVR |  | QVALRHLIHF |  | LKEIGDQKLL |  | LDLFRFLDRT |
| EELALSHYRE |  | HLNIQDPDKR |  | KEFLKTCVGL |  | PFSAEDSAHI |  | QDHYTLLERQ |
| IIIEANDRHL |  | ESAGQTEIFR |  | KHPRKASILN |  | MPLVTTLFYS |  | CFYHYTEAEG |
| TFSSPVNLKK |  | TFKIPDKQYV |  | LTALAARAKL |  | RAWNDVDALF |  | TTKNWLGYTK |
| KRAPIGFHRV |  | VEILHKNNAP |  | VQILQEYVNL |  | VEDVDTKLNL |  | ATKFKCHDVV |
| IDTYRDLKDR |  | QQLLAYRSKV |  | DKGSAEEEKI |  | DALLSSSQIR |  | WKN        |

A: Аланін

C: Цистеїн

D: Аспарагінова кислота

E: Глутамінова кислота

F: Фенілаланін

G: Гліцин

H: Гістидин

I: Ізолейцин

K: Лізин

L: Лейцин

M: Метіонін

N: Аспарагін

P: Пролін

Q: Глутамін

R: Аргінін

S: Серин

T: Треонін

V: Валін

W: Триптофан

Кодований геном білок за функцією належить до фосфопротеїнів. 
Задіяний у таких біологічних процесах, як транскрипція, регуляція транскрипції, транспорт, транспорт білків, диференціація клітин, сперматогенез, альтернативний сплайсинг. 
Локалізований у цитоплазмі, цитоплазматичних везикулах, ендосомах.